# ГАЗ-53
ГАЗ-53 е модел камиони на съветската компания ГАЗ (Горковски автомобилен завод). Основно се използва за транспорт в труднопроходими райони. Камионът разполага с 8-цилиндров V-образен бензинов двигател с мощност 120 к.с. (89,483 kW) и 4-степенна предавателна кутия.

## Производство в България
ГАЗ-53А има лиценз за производство в България. Той е произвеждан от фирмата КТА Мадара в Шумен. Сериите са наричани Мадара 400 („4" означава 4-тонната товароподемност. Освен това, в България са произвеждани специални модификации за шасито от предприятието Балканкар.